# Бывшие посёлки городского типа Ростовской области
Бывшие посёлки городского типа Ростовской области — посёлки городского типа (рабочие и дачные), потерявшие этот статус в связи с административно-территориальными преобразованиями.

## А
- Алмазный — пгт с 1958 года. Включён в состав городского округа город Гуково в 2004 году.
- Артёмовский — пгт с 1929 года. Включён в черту города Шахты в 1939 году.
- Аютинский — пгт с 1957 года. Включён в состав городского округа город Шахты в 2004 году.

## Б
- Багаевский — пгт с 1959 года. Преобразован в сельский населённый пункт  с наименованием станица Багаевская в 1992 году.
- Батайск — пгт с 1927 года. Преобразован в город в 1938 году с прежним наименованием.
- Белая Калитва — пгт с 1941 года. Преобразован в город в 1958 году с прежним наименованием.
- Большая Мартыновка — пгт с 1972 года. Преобразован в сельский населённый пункт в 1992 году.
- Быстрогорский — пгт с 1973 года. Преобразован в сельский населённый пункт в 2004 году.

## В
- Весёлый — пгт с 1979 года. Преобразован в сельский населённый пункт в 1991 году.
- Восход — пгт с 1952 года. Преобразован в сельский населённый пункт в 1992 году.

## Г
- Гигант — пгт с 1933 года. Преобразован в сельский населённый пункт в 2004 году.
- Горняцкий — пгт с 1949 года. Преобразован в сельский населённый пункт в 2004 году.
- Гуково — пгт с 1939 года. Преобразован в город в 1955 году.
- Гундоровка — пгт 1945 года. Преобразован в 1951 годув город районного подчинения с прежним наименованием, а в 1955 году отнесён к категории городов областного подчинения с переименованием в город Донецк.
- Гундоровский — пгт с 1966 года. Включён в состав городского округа город Донецк в 2004 году.

## Д
- Донской — пгт с 1961 года. Включён в состав городского округа город Новочеркасск в 2004 году.

## З
- Заводской — пгт с 1957 года. Включён в состав городского округа город Каменск-Шахтинский в 2004 году.
- Зверево — пгт с 1929 года. Преобразован в 1989 году в город областного подчинения с прежним наименованием.
- Зерновой — пгт с 1933 года. Преобразован в город Зерновой в 1951 году, а в 1960 году переименован в Зерноград.
- Зимовники — пгт с 1962 года. Преобразован в сельский населённый пункт в 1992 году.

## К
- Коксовый — пгт с 1932 года. Преобразован в сельский населённый пункт в 2004 году.
- Коминтерн[1] — пгт с 1929 года. Преобразован в город областного подчинения Новошахтинск в 1939 году.
- Константиновский — пгт с 1941 года. Преобразован в город районного подчинения Константиновск в 1967 году.
- Красный — пгт с 1995 года. Включён в состав городского округа город Новошахтинск в 2004 году.

## Л
- Лиховской — пгт с 1930 года. Включён в состав городского округа город Каменск-Шахтинский в 2004 году.

## М
- Майский — включён в состав городского округа город Шахты в 2004 году.
- Матвеев Курган — пгт с 1962 года. Преобразован в сельский населённый пункт в 1993 году с прежним наименованием.
- Михайлов — пгт с 1975 года. Преобразован в сельский населённый пункт в 1996 году.
- Морозовский — пгт с 1938 года. Преобразован в город районного подчинения Морозовск в 1941 году.

## Н
- Нижне-Гниловской[2] — пгт с 1938 года. Включён в черту города Ростов-на-Дону в 1956 году[3].
- Ново-Солёновский — пгт с 1951 года. Преобразован в город районного подчинения Волгодонск в 1956 году[4].

## О
- Октябрьский — пгт с 1938 года. До 1958 года — Будённовский. Включён в черту города Новочеркасск в 1966 году.
- Орловский — пгт с 1962 года. Преобразован в сельский населённый пункт в 1992 году.

## С
- Самбек — пгт с 1957 года. Включён в состав городского округа город Новошахтинск в 2004 году.
- Семикаракорский — пгт с 1958 года. Преобразован в город районного подчинения Семикаракорск в 1972 году.
- Синегорский — пгт с 1932 года. Преобразован в сельский населённый пункт в 2004 году.
- Соколово-Кундрюченский — пгт с 1957 года. Включён в состав городского округа город Новошахтинск в 2004 году.

## Т
- Таловый — пгт с 1958 года. Включён в состав городского округа город Шахты в 2004 году.
- Тарасовский — пгт с 1958 года. Преобразован в сельский населённый пункт в 2004 году.
- Тацинский — пгт с 1959 года. Преобразован в сельский населённый пункт с наименованием станица Тацинская в 1992 году.
- Торговый — пгт с 1925 года. Преобразован в город Торговый 1 марта 1926 года и переименован в город Сальск.

## У
- Углегорский — пгт с 1961 года. Преобразован в сельский населённый пункт в 2004 году.

## Ц
- Целина — пгт с 1976 года. Преобразован в сельский населённый пункт в 1992 году.
- Цимлянский — пгт с 1952 года. Преобразован в город районного подчинения Цимлянск в 1961 году.

## Ч
- Чертково — пгт с 1929 года. Преобразован в сельский населённый пункт в 1993 году.

## Ю
- Южный — пгт с 1952 года. Преобразован в сельский населённый пункт в 1992 году.